# Zoysia
Zoysia is een geslacht uit de grassenfamilie (Poaceae). De meeste soorten van dit geslacht komen voor in Zuidoost-Azië en Australazië. Eén soort komt voor in Afrika en één in Zuid-Amerika. Het geslacht werd genoemd naar de Oostenrijkse plantenverzamelaar Karl von Zois.

## Soorten
Van het geslacht zijn de volgende soorten bekend: 
- Zoysia japonica
- Zoysia macrantha
- Zoysia macrostachya
- Zoysia matrella
- Zoysia minima
- Zoysia pauciflora
- Zoysia sinica
- Zoysia tenuifolia